# اليزابيث براكو
اليزابيث براكو (بالإنجليزية: Elizabeth Bracco)‏ هي ممثلة أمريكية، ولدت في 5 نوفمبر 1957 في الولايات المتحدة.

## أعمال

### أفلام
- (1999) حلل هذه[3]

## وصلات خارجية
- اليزابيث براكو على موقع IMDb (الإنجليزية)
- اليزابيث براكو على موقع ألو سيني (الفرنسية)
- اليزابيث براكو على موقع أول موفي (الإنجليزية)
- اليزابيث براكو على موقع قاعدة بيانات الأفلام السويدية (السويدية)
- اليزابيث براكو على موقع قاعدة بيانات الفيلم (الإنجليزية)
- اليزابيث براكو على موقع كينوبويسك (الروسية)